# Chaetocnema picipes
Chaetocnema picipes är en skalbaggsart som beskrevs av Stephens 1831. Chaetocnema picipes ingår i släktet Chaetocnema, och familjen bladbaggar. Arten är reproducerande i Sverige.